# میم کلسو
مِـیم کلسو (انگلیسی: Mayme Kelso؛ ‏ ۲۸ فوریهٔ ۱۸۶۷ – ۵ ژوئن ۱۹۴۶) بازیگر اهل ایالات متحده آمریکا بود. وی بین سال‌های ۱۸۹۴ تا ۱۹۲۷ میلادی فعالیت می‌کرد.
از فیلم‌هایی که وی در آن نقش داشته‌است، می‌توان به مرد و زن، سامسون، تهمت و جک استرا اشاره کرد.